# دل ميلر
دل ميلر (بالإنجليزية: Del Miller)‏ هو لاعب كرة قدم أمريكية أمريكي، ولد في 6 نوفمبر 1950 في مارينغو في الولايات المتحدة.